# Messassa
Messassa (àrab مساسة) és una comuna rural de la província de Taounate de la regió de Fes-Meknès. Segons el cens de 2014 tenia una població total de 9.501 persones.